# Таун (Новая Англия)
Таун (англ. town) — основная единица местного самоуправления и территориального деления в штатах Новой Англии. Тауны не имеют прямого соответствия в остальных штатах США. Территориально они, как и тауншипы, в совокупности составляют территорию штата, однако административно пользуются самоуправлением, подобно городам. Часто основным органом управления тауна является городское собрание. Большая часть муниципалитетов Новой Англии построена по типу тауна в противоположность «месту компактного проживания» (в терминах Бюро переписи населения США, распространённому в остальных штатах). Администрация округов в Новой Англии, как правило, имеет ограниченное влияние или отсутствует: к примеру, администрация округов отсутствует в Коннектикуте и Род-Айленде. В обоих штатах округа представляют собой исключительно формальное деление. В то же время в Массачусетсе из четырнадцати округов не имеют администрации только восемь.